# Закон України «Про кінематографію»
Закон України «Про кінематографію» (остання редакція від 26 квітня 2017) — визначає правові основи діяльності в галузі кінематографії та регулює суспільні відносини, пов'язані з виробництвом, розповсюдженням, зберіганням і демонструванням фільмів в Україні. Крім цього у законі надано пояснення, які фільми підпадають під визначення «український національний фільм».

## Визначення «українського національного фільму»
Згідно статті 3, Розділу I (загальні положення) Закону України «Про кінематографію»:

| Український національний фільм (під словом "фільм" розуміється будь-яка відеопродукція, тобто художній фільм, телевізійний фільм, телевізійний багатосерійний фільм тощо) - це створений суб'єктами кінематографії фільм, виробництво якого повністю або частково здійснено в Україні, основна (базова) версія мовної частини звукового ряду якого створена українською або кримськотатарською мовою [...] за мотивованим рішенням Ради з державної підтримки кінематографії на підставі звернення суб'єкта кінематографії, якщо це виправдано художнім, творчим задумом авторів фільму, в основній (базовій) версії національного фільму (крім дитячих та анімаційних фільмів) допускається використання інших мов в обсязі, що не може перевищувати 10 відсотків загальної тривалості всіх реплік учасників фільму. Під час демонстрування національного фільму в Україні такі репліки мають бути дубльовані або субтитровані українською мовою».[1] |

## Кінопродукція, заборонена до розповсюдження в Україні
Після початку Російсько-Української війни 2014 року, громадськість в Україні вимагала від керівництва держави  бойкоту російськомовних фільмів з Росії. У відповідь на запит громадськості, Держкіно створило Список відеопродукції, забороненої в Україні складений Держкіном до якого почали включати будь-які аудіовізуальні твори (фільми, серіали тощо), «в яких міститься популяризація, агітація, пропаганда тощо будь-яких дій правоохоронних органів, збройних сил, інших збройних, військових чи силових формувань держави-окупанта» або в яких брали участь особи що входять до Переліку осіб, які створюють загрозу нацбезпеці України. Юридичним підґрунтям створення цього списку стало прийняття Закону України «Про внесення змін до деяких законів України щодо захисту інформаційного телерадіопростору України» від 5 лютого 2015 року, який вніс поправки зокрема в Закон України «Про кінематографію», де в Статті № 15 зазначено що

| «В Україні забороняється розповсюдження і демонстрування фільмів, що містять популяризацію або пропаганду органів держави-агресора та їхніх окремих дій, що створюють позитивний образ працівників держави-агресора, працівників радянських органів державної безпеки, виправдовують чи визнають правомірною окупацію території України, а також забороняється трансляція (демонстрування шляхом показу каналами мовлення) фільмів, вироблених фізичними та юридичними особами держави-агресора, […] що поширюється на розповсюдження та демонстрування будь-яких фільмів незалежно від країни походження, вироблених після 1 серпня 1991 року. Заборона трансляції фільмів, вироблених фізичними та юридичними особами держави-агресора, які не містять популяризації або пропаганди органів держави-агресора та їхніх окремих дій, поширюється на фільми, вироблені та/або вперше оприлюднені (демонстровані) після 1 січня 2014 року.»[2] |